# Pierre Kunc
Pour les articles homonymes, voir Kunc.
Pierre Kunc (né le 28 octobre 1865 à Toulouse où il est mort le 29 décembre 1941), est un compositeur et organiste français.

## Biographie
Fils d'Aloys Kunc et frère d'Aymé Kunc, Pierre Kunc entre, après des études littéraires dans sa ville natale, à l’École de Musique classique et religieuse de Niedermeyer à Paris, en 1889. Il y travaille l’orgue avec Clément Loret, le piano avec Charles de Bériot et obtient ses prix d’orgue, d’harmonie, de fugue et de composition. À l’automne 1890, il poursuit sa formation au Conservatoire de Musique de Paris, dans les classes d'Eugène Gigout (orgue) et d’Ernest Guiraud (composition).
Par la suite, il sera organiste et maître de chapelle dans différentes églises de Versailles et Paris, dont Notre-Dame de Bercy. En outre, il fut professeur d’orgue aux Cours Lamoureux et Lauréat de l’Institut.

## Œuvres
- 12 Pièces sur des noëls français pour orgue
- Prélude grave « à la manière de Hændel » dans J. Joubert, Les Maîtres Contemporains de l’Orgue, vol. 1, Paris, (1912)
- Offertoire en fa majeur, Offertoire sur deux noëls en si bémol majeur, Marche pour Sortie en ré majeur, pour orgue ou harmonium, dans Parnasse des organistes du XXe siècle, Arras, (1911)
- Symphonie pyrénéenne pour orchestre (1911)
- Sonate pour alto et piano (ou orchestre) (1919-21)
- Symphonie en ré mineur pour orgue (1921-1923)
- Vingt Prières de l’orgue (1925)
- Messe en l’honneur de Sainte Bernadette Soubirous pour chœur mixte à 4 voix et orgue (1935)
- Messe Solennelle en l’honneur des Saintes Reliques pour chœur mixte et orgue (1925-1938)
- Rapsodie pour alto et piano, Fêtes - Recueillement - Danses (1939)